# Igor Czernecki
Igor Czernecki (ur. 6 marca 1984) – polski historyk idei, doktor nauk społecznych, wykładowca Uniwersytetu Warszawskiego i University College London, a także prezes Fundacji EFC.

## Życiorys
W 2010 roku ukończył Columbia University w Nowym Jorku i London School of Economics z tytułem magistra. W 2019 roku uzyskał stopień doktora w Zakładzie Historii Myśli Społecznej na Uniwersytecie Warszawskim. Jego promotorem był prof. Paweł Śpiewak.
Autor książki “Znaczenie religii dla demokracji u Alexisa de Tocqueville’a”. Jego eseje i artykuły naukowe publikowane były m.in. w Journal of the History of Ideas, Tocqueville Review, Cold War History, Res Publica Nowa i Przeglądzie Politycznym. Jako publicysta udzielał się na łamach Newsweek International, Gazety Wyborczej i Rzeczpospolitej.
Od 2024 roku sprawuje funkcję prezesa Fundacji EFC. Pod jego kierownictwem Fundacja poszerzyła zakres działalności, angażując się w działania na rzecz wzmacniania demokracji oraz promowania edukacji humanistycznej, kulturalnej i obywatelskiej.

## Życie prywatne
Syn przedsiębiorcy i filantropa Andrzeja Czerneckiego i Marty Czerneckiej. Wnuk wykładowcy, pedagoga i działacza edukacyjnego Romana Czerneckiego.
W 2017 roku zawarł związek małżeński z kuratorką sztuki Heleną Mierzejewską.

## Publikacje naukowe
- In God We Trust?, The Tocqueville Review, v. XLI, 2020
- Znaczenie religii dla demokracji u Alexisa de Tocqueville’a, Wydawnictwo Naukowe Uniwersytetu Mikołaja Kopernika, Toruń, 2020
- Teizm Tocqueville’a, w: Miejsca sporu, Księga dedykowana profesorowi Pawłowi Śpiewakowi, Wydawnictwa Uniwersytetu Warszawskiego, Warszawa, 2020

- An Intellectual Offensive: The Ford Foundation and the Destalinization of the Polish Social Sciences, Cold War History, v. 13, 2013